# Thamnistes
Thamnistes is een geslacht van vogels uit de familie Thamnophilidae (miervogels). Het geslacht telt twee soorten:
- Thamnistes anabatinus  –  Rosse mierklauwier
- Thamnistes rufescens  –  Roestmierklauwier